# Ignacia Durán
Ignacia Alejandra Durán Fajardo (Chile, 2 de febrero de 2003) es una futbolista chilena que juega como Defensa. Actualmente defiende los colores de la Universidad de Chile del torneo femenino de ese país.

## Trayectoria
En 2019 estuvo en el lanzamiento del torneo de Primera División Femenino 2019 junto con otras jugadoras del plantel azul.
En 2021 fue parte del plantel de Universidad de Chile que jugó la Copa Libertadores Femenina 2021 y del título de Primera División Femenino 2021.

## Clubes
| Club                 | País  | Año             |
| -------------------- | ----- | --------------- |
| Universidad de Chile | Chile | 2019 - Presente |

## Palmarés

### Títulos nacionales
| Título              | Club                 | País  | Año  |
| ------------------- | -------------------- | ----- | ---- |
| Campeonato Nacional | Universidad de Chile | Chile | 2021 |